# Santa Rita, Acatic
Santa Rita är en ort i Mexiko.   Den ligger i kommunen Acatic och delstaten Jalisco, i den centrala delen av landet, 400 km väster om huvudstaden Mexico City. Santa Rita ligger 1 738 meter över havet och antalet invånare är 289.
Terrängen runt Santa Rita är kuperad åt nordväst, men åt sydost är den platt. Runt Santa Rita är det ganska tätbefolkat, med 54 invånare per kvadratkilometer. Närmaste större samhälle är Acatic, 11,6 km öster om Santa Rita. Omgivningarna runt Santa Rita är en mosaik av jordbruksmark och naturlig växtlighet.